# 泰倫斯·高爾
泰倫斯·J·高爾（英語：Terrance J. Gore，1991年6月8日—），為美國職棒大聯盟的外野手，目前為自由球員。他先前曾效力過皇家、小熊、道奇、勇士與大都會等隊。

## 職業生涯

### 堪薩斯市皇家
2011年美國職棒大聯盟選秀，皇家在第20輪選進高爾。2014年8月31日，高爾登上大聯盟，並成為皇家隊史第16位穿上0號球衣的選手。而他主要擔任專職代跑員。
2015年美聯分區賽和冠軍賽，高爾都有上場，但他並未入選世界大賽名單內。儘管如此，他仍隨隊拿下世界大賽冠軍，獲得生涯首枚冠軍戒。2017年12月1日，皇家隊不與高爾續約，不過他又和球隊簽下小聯盟約。

### 芝加哥小熊
2018年8月15日，高爾被交易到小熊隊換取現金。他在9月1日重返大聯盟，並在9月8日擊出大聯盟首安。球季結束後，他成為自由球員。

### 重返堪薩斯市
2018年12月18日，高爾和皇家簽下1年合約。儘管他的打擊率為2成75，並有13次盜壘成功，他仍在2019年7月12日遭到球隊釋出。

### 紐約洋基
2019年7月17日，高爾被交易到洋基隊換取現金。而他最高層級只到洋基3A，並未入選40人名單。球季結束後，他成為自由球員。

### 洛杉磯道奇
2020年2月17日，高爾和道奇隊簽下小聯盟約。7月23日，他入選開幕戰30人名單內。他在例行賽僅出賽2場，一場擔任外野手，一場擔任代跑，之後便在7月30日遭到指定讓渡，不過他後來又重回道奇。他在外卡系列賽和分區賽都有入選名單當中，不過他在分區賽沒有上場。國聯冠軍賽和世界大賽他更是被移除名單之外，但他仍隨隊拿下個人第二枚冠軍戒。球季結束後，他成為自由球員。

### 亞特蘭大勇士
2021年2月25日，他和勇士隊簽下小聯盟約。他在小聯盟的打擊率為2成32，18次盜壘成功。10月8日，球隊將高爾納入季後賽40人名單內。而勇士最終拿下世界大賽冠軍，高爾第三度獲得冠軍戒。

### 紐約大都會
2022年6月6日，高爾與大都會簽下小聯盟約。他在8月31日進入40人名單。

## 外部連結
- 球員資訊和成績在MLB ，ESPN ，Retrosheet ，Baseball Reference ，Baseball Reference (Minors) ，Fangraphs ，The Baseball Cube （英文）
- 泰倫斯·高爾的X（前Twitter）